# Relevé justificatif TI
 (août 2016).
Si vous disposez d'ouvrages ou d'articles de référence ou si vous connaissez des sites web de qualité traitant du thème abordé ici, merci de compléter l'article en donnant les références utiles à sa vérifiabilité et en les liant à la section « Notes et références ».
Le relevé justificatif TI ou Nomenclature TI (en anglais « Bill of IT ») est un relevé exhaustif présentant une liste des biens et des services des technologies de l'information et de la communication détenues par une entreprise. 

## Explication
Le relevé présente en détail différentes informations liées aux biens et services. C'est un outil fréquemment utilisé par les entreprises pour la rétro-facturation et la répartition des coûts puisqu’il associe chaque service et chaque bien aux employés, aux centres de coûts, aux départements et aux secteurs d’activité adéquats. De façon générale, la plupart des relevés justificatifs TI affichent, entre autres, les éléments suivants:
- Coût - ce que chaque service et chaque bien coûte (prix à l’unité).
- Prix - le prix à l’unité multiplié par la quantité de services ou de biens (selon les cas).
- Budget - le budget nécessaire à l’utilisation de ce service ou de ce bien pour une période donnée (pour une année ou pour toute autre période de réclamation).
- Qualité - la qualité du service ou du bien est présentée à l’aide de différentes statistiques : temps de disponibilité, délai des réponses du soutien, etc.
- Analyse comparative - comparaison du service ou du bien avec d’autres mesures ou objectifs de l’entreprise (en matières d’utilisation, d’efficience, etc.).

En fin de compte, l’objectif d’un relevé justificatif TI est de faciliter la compréhension des investissements d’une entreprise en TI à travers l’analyse de ses dépenses et de leur répartition.